# Canaules-et-Argentières
Canaules-et-Argentières är en kommun i departementet Gard i regionen Occitanien i södra Frankrike. Kommunen ligger i kantonen Sauve som tillhör arrondissementet Le Vigan. År 2022 hade Canaules-et-Argentières 477 invånare.

## Befolkningsutveckling
Antalet invånare i kommunen Canaules-et-Argentières
Referens:INSEE